# Mariano Brito

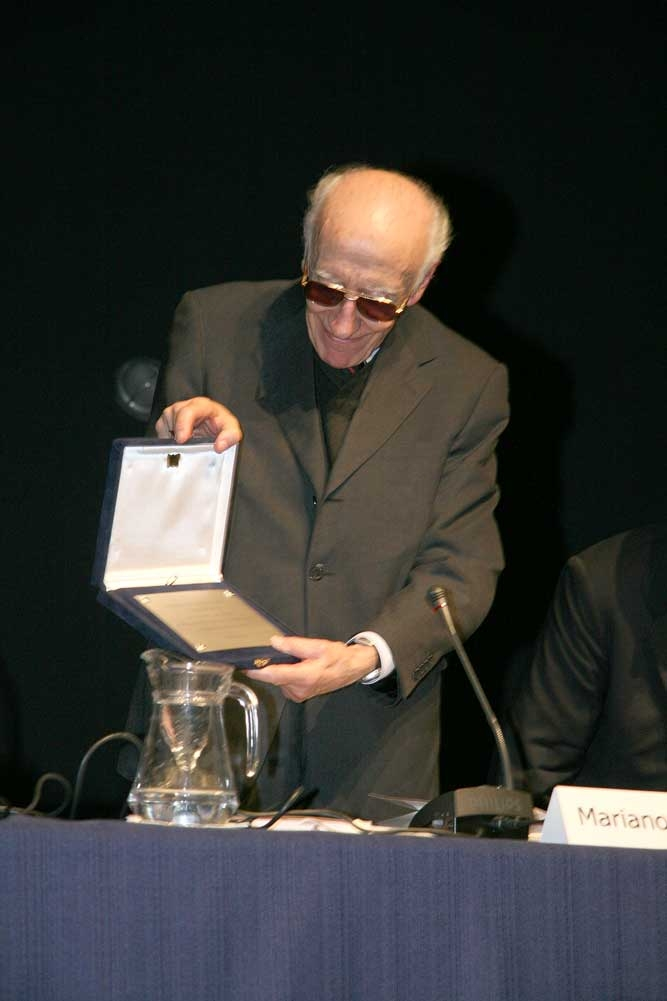
Mariano Brito

Mariano Romeo Brito Checchi (* 24. Januar 1930; † 31. Januar 2014) war ein uruguayischer Jurist und Politiker.
Mariano Brito absolvierte erfolgreich ein Studium an der Universidad de la República und arbeitete sodann als Rechtsanwalt sowie als Dozent unter anderem für Öffentliches Recht. Der promovierte Katholik Brito, der der Partido Nacional angehörte und Mitglied des Opus Dei war, hatte die Position des Direktors des Instituto Uruguayo de Derecho Administrativo inne. Auch gründete er das Anuario de Derecho Administrativo, das Jahrbuch für Verwaltungsrecht. Vom 1. März 1990 bis zum 18. August 1993 war er im Kabinett des Präsidenten Luis Alberto Lacalle Verteidigungsminister von Uruguay. Von 1997 bis 2009 übte er das Amt des Rektors der Universidad de Montevideo aus.